# Laubach (Wied)
Der Laubach ist ein linker, knapp sechs Kilometer langer Zufluss der Wied im Landkreis Neuwied. 

## Verlauf
Die Quelle liegt etwa ein Kilometer nordwestlich von Bonefeld auf 354 m ü. NHN. Am Oberlauf befindet sich der Ehlscheider Kurpark. Der Bach durchfließt das Laubachtal vom Ehlscheider Stock zwischen Ehlscheid und Rengsdorf bis zum Neuwieder Stadtteil Altwied. Nördlich von Melsbach gibt es einen Wasserfall („Laubach Wasserfall“). Etwa 500 m weiter mündet der Laubach bei der Laubachsmühle nördlich von dem Neuwieder Stadtteil Altwied auf 81 m ü. NHN in den dort von Norden kommenden Rhein-Zufluss Wied.

## Sonstiges
Im Mündungsbereich des Baches treibt der Bach das Wasserrad der Laubachsmühle an, einer Pulvermühle aus der Mitte des 18. Jahrhunderts. Das Gebäude dient heute als Ausflugsrestaurant.
Durch das Laubachtal verläuft ein kurzer Abschnitt des Rheinsteig-Wanderwegs.

## Bilder

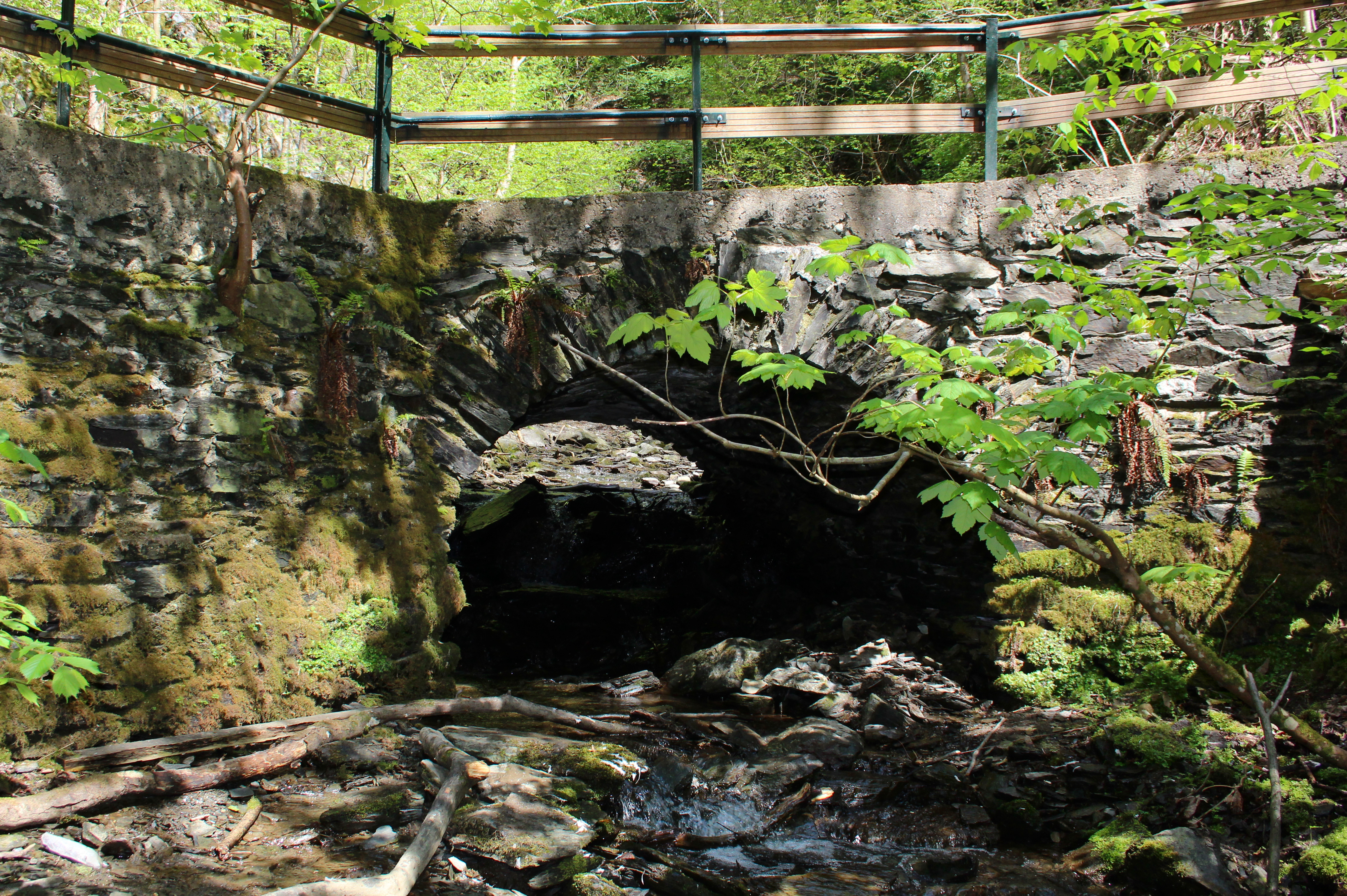
Die Laubachbrücke bei Melsbach
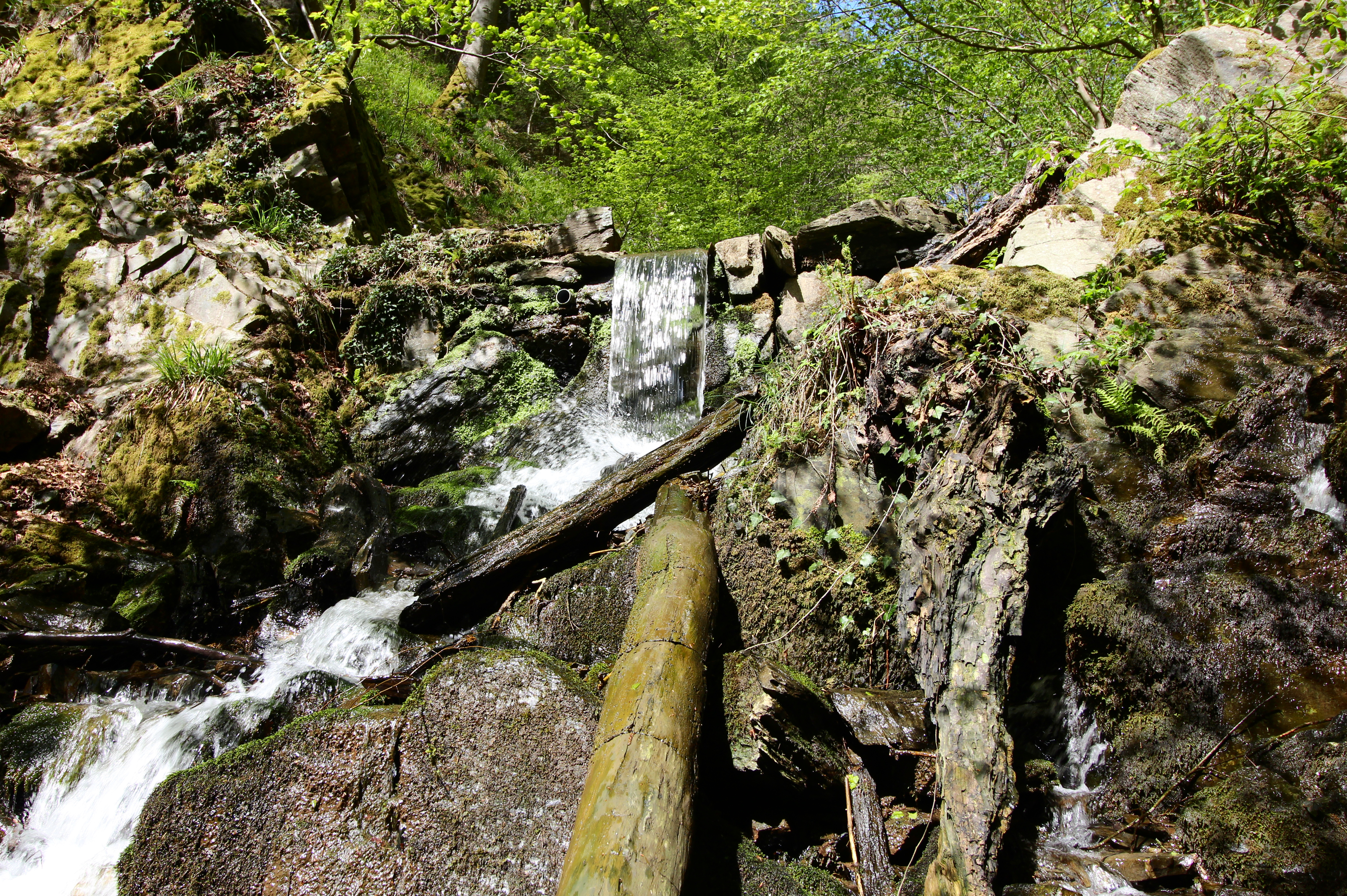
Die Laubachwasserfälle
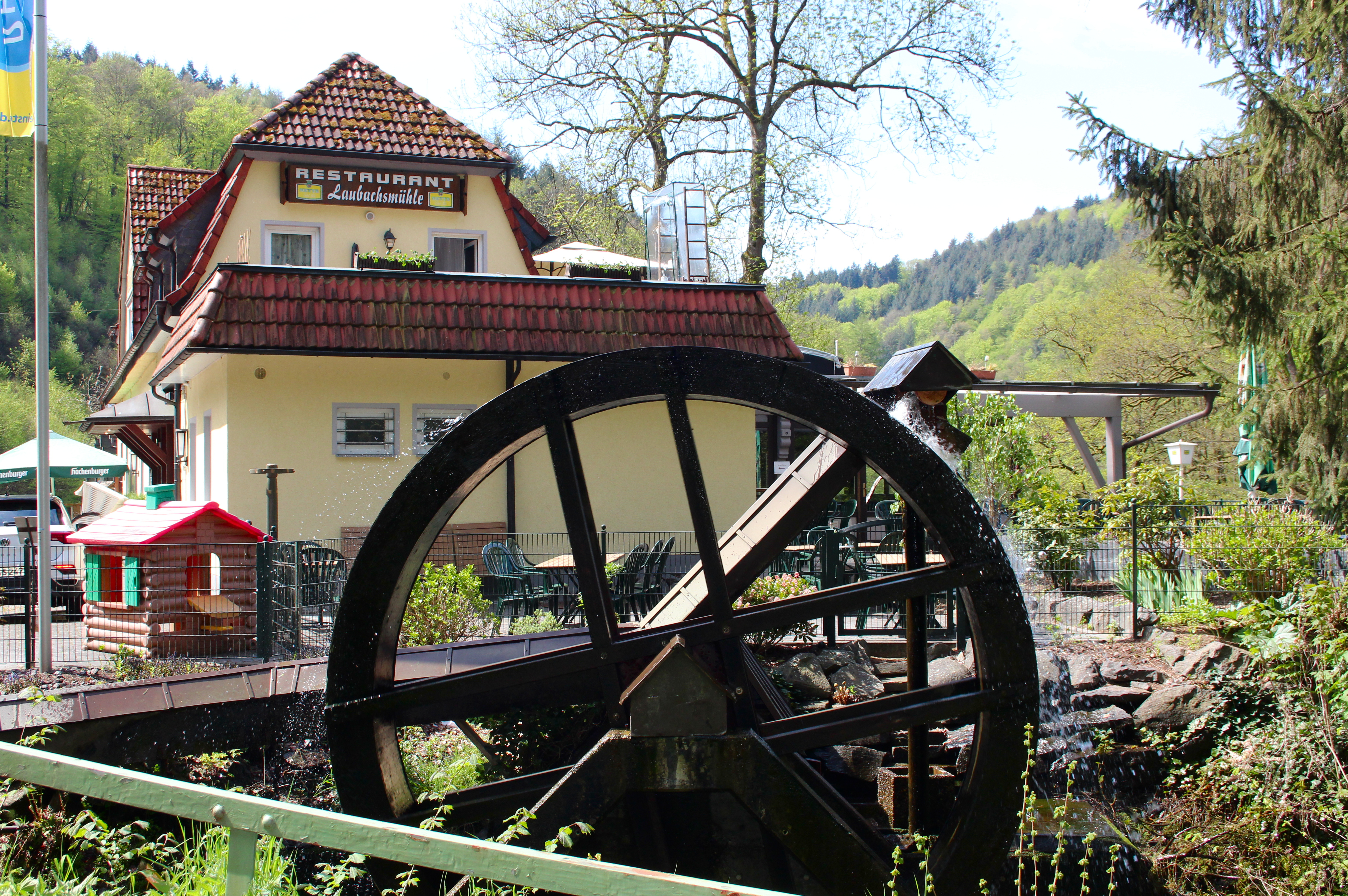
Die Laubachsmühle mit Mühlrad nördlich von Altwied